# Schmidt-Subglazialbecken
Das Schmidt-Subglazialbecken (russisch Подлёдная равнина Шмидта ‚Podljodnaja Rawnina Schmidta‘; englisch Shmidt Subglacial Basin) ist ein großes, durch Gletschereis vollständig überdecktes Becken im ostantarktischen Wilkesland. Es erstreckt sich südlich der Knox-Küste landeinwärts.
Teilnehmer der Zweiten Sowjetischen Antarktisexpedition (1956–1958) benannten es 1957 nach dem sowjetischen Arktisforscher Otto Juljewitsch Schmidt (1891–1956). 